# Buire
Buire – miejscowość i gmina we Francji, w regionie Hauts-de-France, w departamencie Aisne.
Według danych na styczeń 2014 roku gminę zamieszkiwało 900 osób, a gęstość zaludnienia wynosiła 217,9 osób/km².